# کپسول آتش‌نشانی

## اطفا حریق فوم
سیستم اطفا حریق اتوماتیک فوم در واقع نوعی از سیستم اطفا حریق اسپرینکلر آتش است که برای اطفا حریقِ مایعات مشتعل در مقیاس وسیع، استفاده می‌شود. در سیستم اطفا حریق فوم، بصورت اتوماتیک‌وار آب و عامل کف‌کننده با یکدیگر ترکیب شده و سپس از اسپرینکلر فوم آتش‌نشانی پاشیده می‌شود.
سیستم اطفا حریق اسپرینکلر فوم می‌تواند آتش‌های گسترده ناشی از مایعات اشتعال‌زا مثل نفت، بنزین، تینر را به خوبی سرکوب کند.

### فشار
در گذشته جهت اطفاء حریق از سطل شن یا قوطی‌های محتوی پودر استفاده می‌کردند، بدین صورت که عامل فشار جهت تخلیه این مواد وجود نداشت و شخص مجبور بود که با دست آن را بر روی آتش بپاشد، اما امروز جهت پرتاب مواد اطفاءکننده از عوامل فشار که در درون سیلندرها وجود دارد استفاده می‌کنند که آن عوامل به شرح زیر می‌باشند:
۱- فشار گاز بی‌اثر مانند N2 به داخل سیلندر
۲- فشار گازCO۲ که در داخل کارتریج قرار دارد

#### طرز عمل سیلندرهای خاموش‌کننده
خاموش‌کننده‌ها به دو طریق عمل می‌کنند به صورت مستقیم و به صورت واژگون، البته روش واژگون مربوط به خاموش‌کننده‌های قدیمی تر سودا اسید یا فوم شیمیایی می‌باشد.
الف) روش واژگون:
در این روش برای خارج شدن ماده اطفائیه از خاموش‌کننده باید آن را به صورت واژگون (سر و ته) گرفت در غیر اینصورت ماده اطفائیه خارج نمی‌شود و فقط عامل فشار آن تخلیه می‌گردد. جهت شناسایی این نوع خاموش‌کننده‌ها یک دستگیره تا شونده در ته سیلندر وجود دارد.
ب) روش مستقیم:
در این نوع خاموش‌کننده‌ها احتیاج به واژگون کردن خاموش‌کننده نمی‌باشد و بایستی از دستگاه به صورت مستقیم استفاده کرد. توجه گردد که در صورتی که خاموش‌کننده‌ای را که عملکرد آن مستقیم است واژگون کنیم عامل فشار آن از نازل NOZZLE خارج می‌شود و اگر خاموش‌کننده نوع واژگون را مستقیم نگه داریم همین عمل انجام می‌شود.

### قدرت پرتاب
برای اینکه بتوان با رعایت فاصله مناسب با آتش مواد اطفائیه را بر روی آتش پاشید، خاموش‌کننده باید قدرت پرتاب داشته باشد که معمولاً حداقل آن ۲ متر و حداکثر آن ۷ متر می‌باشد.
درصد تخلیه: درصد تخلیه مواد خاموش‌کننده در شرایط عادی و شارژ کامل دستگاه متفاوت می‌باشد. این درصد برای خاموش‌کننده‌های آب، کف، دی‌اکسید کربن و مواد هالوژنه ۹۵٪ و برای خاموش‌کننده‌های پودری ۸۵٪ می‌باشد.
زمان تخلیه: این زمان در خاموش‌کننده‌ها با توجه به مواد اطفائیه و وزن یا حجم آن‌ها متفاوت است. حداقل زمان تخلیه ۸ ثانیه و حداکثر آن ۶۰ ثانیه می‌باشد.

## آزمایش فشار در خاموش‌کننده‌ها
برای اطمینان از وجود فشار کافی در درون خاموش‌کننده معمولاً آزمایش‌هایی به شرح زیر انجام می‌گیرد: الف) وزن کردن: کارتریج را از خاموش‌کننده جدا کرده و وزن می‌کنیم در صورتی که بیش از ۱۰٪ از وزن گاز محتوی آن کم شده باشد بایستی مجدداً شارژ گردد. ب) فشارسنج: خاموش‌کننده‌هایی که به وسیله هوای فشرده کار می‌کنند، فشار درون سیلندر به وسیله فشارسنج موجود بر روی آن نشان داده می‌شود. ج) آزمایش محلول‌ها: خاموش‌کننده‌هایی که فشار آن‌ها از طریق تولید گاز در اثر واکنش شیمیایی دو ماده تأمین می‌شود، سنجش گاز تولیدی بدین صورت انجام می‌گردد که مقداری از مواد شیمیایی موجود در سیلندر را با هم ترکیب کرده و مقدار گاز تولید شده را محاسبه می‌کنند.
حفاظت از خورندگی بدنه سیلندر خاموش‌کننده:خطری که در خاموش‌کننده هاوجود دارد ضعیف شدن ضخامت بدنه کارتریج در اثر زنگ زدن و خورده شدن فلز از داخل یا خارج می‌باشد. برای جلوگیری از زنگ زدگی معمولاً به طریق ذیل بدنه کارتریج را محافظت می‌کنند. الف) استفاده از فلز ضدزنگ ب) پوشاندن سطح داخل و خارج با یک ماده ضدزنگ ج) کشیدن روکش پلاستیک از درون بدنه یا روی کارتریج
آزمایش بدنه: در زمان ساخت بدنه خاموش‌کننده‌ها را مورد آزمایش قرار می‌دهند تا از مقاومت آن‌ها در برابر فشار اطمینان حاصل گردد. الف) آزمایش مکانیکی نشت کردن ب) آزمایش در رابطه با حداقل ضخامت بدنه ج) آزمایش از هم پاشیدگی (از هم گسیختگی) د) آزمایش فشار کارکرد (فشار کارکرد حداکثر فشاری است که بدنه خاموش‌کننده در حالت عادی کار تحمل می‌کند و مقدار آن حدوداً نصف فشاری است که بدنه با آن آزمایش می‌شود)

## آزمایش‌های معمول
همه خاموش‌کننده‌ها باید به وسیله مصرف‌کننده یا کارخانهٔ سازنده مورد آزمایش قرار گیرند. 
الف) بازدید ماهیانه: این بازدید با توجه به شرایط آب و هوای هر منطقه از یک ماه تا سه ماه یک بار انجام می‌گردد که در این حالت خاموش‌کننده به صورت ظاهری و از نظر سالم بودن پلمپ، قرار داشتن در محل خود، کم نشدن فشار، سالم بودن نازل و ضربه نخوردن مورد بازدید قرار می‌گیرد.
ب) بازدید سالیانه: برای اطمینان از عملکرد مواد اطفائیه درون خاموش‌کننده بر روی حریق بایستی بعضی از آن‌ها در حریقهای تمرینی و آموزشی مصرف کرده و سپس خاموش‌کننده را شارژ و جهت استفاده آماده نمود.
ج) آزمایش بدنه در مقابل فشار: با توجه به استاندارد یا توصیه کارخانه سازنده هر چند سال یک بار (معمولاً ۲ سال) بدنه خاموش‌کننده در مقابل فشار از نظر میزان مقاومت آزمایش هیدرواستاتیک می‌گردد.

## انواع خاموش‌کننده‌ها

### خاموش‌کننده‌های آبی
این گونه خاموش‌کننده‌ها دو نوع اند: خاموش‌کننده‌های آب تحت فشار این گروه از خاموش‌کننده‌های دستی معمولاً دارای ظرفیت ۹ لیتری یا بیشتر آب خالص می‌باشند و برای استفاده در آتش‌سوزی‌های گروه A مورد استفاده قرار می‌گیرند. یکی از مشکلاتی که این نوع خاموش‌کننده‌ها دارند آن است که در مناطقی که درجه هوای آن کمتر از ۴ درجه سانتیگراد (۴۰ درجه فارنهایت) می‌باشد به دلیل یخ زدن آب غیرقابل استفاده می‌باشد. کارخانه‌های سازنده جهت رفع این مشکل در مناطق مذکور به جای آب از محلول ضدیخ مخصوص استفاده می‌کنند که حتی در برودت ۴۰- درجه سانتیگراد قابل استفاده می‌باشند.
قدرت پرتاب این نوع خاموش‌کننده ۷ متر طبق استاندارد انگلیس بوده ولی در استاندارد آمریکا قدرت پرتاب آن ۱۰ تا ۱۲ متر تعیین گردیده‌است. از این نوع خاموش‌کننده می‌توان به صورت متناوب استفاده نمود. مدت زمان تخلیه آن به صورت مداوم طبق استاندارد انگلیس ۶۰ ثانیه و طبق استاندارد آمریکا ۵۵ ثانیه می‌باشد. فشار مورد نیاز برای تخلیه از هوای فشرده شده در درون خاموش‌کننده تأمین می‌گردد.
(این نوع خاموش کنده در زمان شارژ کامل دارای ۱۰ بار یا PSI۱۵۰ فشار می‌باشد)
چون بدنه این نوع سیلندر تحت فشار مداوم قرار دارد باید مقاومتی برابر با ۴۰ اتمسفر (PSI۶۰۰) را دارا باشد. معمولاً بر روی درپوش خروجی این نوع خاموش‌کننده‌ها فشارسنج قرار دارد. فشارسنج مذکور معمولاً به دو منظور به کار برده می‌شود:
۱) فشار درون سیلندر را مشخص می‌نماید. ۲) از آنجائی که سیلندر فاقد شیر ایمنی است در صورتی که فشار درون سیلندر خاموش‌کننده به هر دلیلی افزایش یابد و از حد معمول بیشتر گردد فشارسنج از هم پاشیده و فشار سیلندر تخلیه می‌گردد. معمولاً شیر خروجی این نوع خاموش‌کننده‌ها به صورت اهرمی است و جهت جلوگیری از تخلیه آن یک پین که سر آن به صورت گرد است در زیر اهرم قرار می‌دهند که اصطلاحاً به آن ضامن گفته می‌شود. جهت استفاده از این خاموش‌کننده‌ها می‌بایست ابتدا ضامن را بیرون کشیده، سپس با قرار گرفتن در موقعیت مناسب نسبت به حریق، با یک دست خاموش‌کننده را گرفته و با دست دیگر نازل را و سپس با فشار بر اهرم مربوطه محتویات خاموش‌کننده بر روی آتش ریخته شود.
جهت حصول اطمینان از عملکرد این نوع خاموش‌کننده هر ماه یکبار بازدید ظاهری از خاموش‌کننده انجام دهید. در بازدید، از طریق فشارسنج فشار داخلی سیلندر را مشاهده کرده و از سالم بودن دستگاه از لحاظ ضربه دیدگی، سالم بودن شیر و پلمپ و همچنین سالم بودن شیلنگ آن اطمینان حاصل نمائید. در صورت امکان سالی یک بار در حریق آموزشی از آن استفاده و مجدداً شارژ گردد. هر دو سال یکبار بدنه خاموش‌کننده باید با فشار معینی (۲۴ بار / ۳۰۰ الی PSI ۳۵۰) تحت آزمایش هیدرواستاتیک قرار گرفته تا از سالم بودن آن اطمینان حاصل گردد.

### خاموش‌کننده‌های آب و گاز
این نوع خاموش‌کننده هم مانند خاموش‌کننده آب تحت فشار می‌باشد، یعنی محتوی سیلندر آب یا محلول ضدیخ است و آن خالی می‌باشد. به‌طور کلی در هر دو نوع خاموش‌کننده جهت جلوگیری از زنگ زدگی داخل سیلندر را با لایه‌ای نازک از پلاستیک یا ماده ضدزنگ می‌پوشانند. تفاوت این دو نوع خاموش‌کننده در نوع عامل فشار آن‌ها می‌باشد. جهت تأمین فشار مورد نیاز در این نوع خاموش‌کننده از گاز CO۲ تحت فشار در یک سیلندر کوچک به نام کارتریج استفاده می‌شود. خاموش‌کننده آب و گاز عموماً غیرقابل کنترل است، به این معنی که گاز ذخیره شده در کارتریج وقتی که آزاد شد غیرقابل برگشت می‌باشد. مقدار تخلیه هر دو نوع خاموش کنده ۹۵٪ در زمان شارژ کامل می‌باشد. نوعی از همین خاموش‌کننده وجود دارد که نازل آن دوش مانند است و آب را به صورت مه به بیرون ارسال می‌کند. استاندارد انگلیسی قدرت پرتاب این نوع خاموش‌کننده را ۴ متر تعیین نموده‌است.
جهت اطمینان از عملکرد این نوع خاموش‌کننده هر ماه یک بار از خاموش‌کننده بازدید کنید، بدین صورت که با احتیاط درپوش را باز کرده و کارتریج را از سیلندر بیرون بیاورید، سپس آن را وزن کرده، در صورتی که بیش از ۱۰٪ از وزن گاز که روی کارتریج نوشته شده‌است کم شده باشد بایستی مجدداً آن را شارژ نمود. پس از آن بدنه، کفه، میله ضربه، سوزن، واشر و راه خروج را کاملاً بازدید کنید.
سیلندر خاموش‌کننده بایستی هر ۲ الی ۵ سال یک بار آزمایش شود تا از سالم بودن آن اطمینان حاصل گردد.

### خاموش‌کننده‌های پودری

نمایی از یک خاموش‌کننده

پودر خاموش‌کننده عبارت است از مخلوطی از گرد بعضی مواد شیمیایی که جهت خاموش کردن آتش بکار می‌رود. در گذشته نحوه استفاده از پودر خاموش‌کننده بدین صورت بوده‌است که تعدادی قوطی یا ظروف به اشکال مختلف را از پودر پر کرده و در جاهای مناسب قرار می‌داده‌اند و با شروع آتش‌سوزی افراد درب قوطی‌ها را باز کرده و پودر آن را بر روی آتش می‌پاشیدند. با گذشت زمان برای پاشیدن پودر بر روی آتش دستگاه‌های خاموش‌کننده پودری طراحی و ساخته شد.
انواع پودرهای خاموش‌کننده: ۱- پودر شیمیایی که برای اطفاء حریق غیر فلزات کلاس A و B و C بکار می‌رود. ۲- پودر خشک که برای اطفاء حریق فلزات کلاس D بکار می‌رود.
یکی از تولید کنندگان کپسول آتش نشانی آریاکوپلینگ  می باشد

#### پودر شیمیایی
پودر شیمیایی خود به دو گروه تقسیم می‌شود: الف) پودر شیمیایی معمولی که پایه آن بی کربنات سدیم، بی کربنات پتاسیم، بی کربنات اوره پتاسیم و پتاسیم کلراید می‌باشد و برای اطفاء حریق کلاس‌های B و C مناسب می‌باشد. ب) پودر شیمیایی چند منظوره که برای اطفاء حریق کلاس‌های B و C مناسب می‌باشد و پایه آن فسفات آمونیوم می‌باشد.

#### پودر خشک
پودر خشکی که برای اطفاء آتش‌سوزی‌های فلزات قابل اشتعال مانند سدیم، منیزیم، آلومینیوم و غیره مناسب می‌باشد خود بر چند نوع است: ۱) نوع S – ترکیبی است از کلرور سدیم، کلرور پتاسیم و کلرور باریم که پس از ریختن بر روی آتش یک پوسته ضخیم روی آتش ایجاد کرده و حریق را خاموش می‌کند. ۲) نوع C – ترکیبی است از گل خشک و گرافیت و کلرور سدیم و خون خشک شده حیوانات. نوع دیگری از این نوع خاموش‌کننده وجود دارد که پایه آن سدیم کلراید به اضافه ترموپلاستیک است.

##### مقایسه ترکیبات مورد استفاده در پودر خاموش‌کننده
مشخص شده که ترکیبات پتاسیم نسبت به ترکیبات سدیم دارای قدرت خاموش‌کنندگی قوی تری هستند. به عنوان نمونه بی کربنات پتاسیم نسبت به بی کربنات سدیم توانایی بیشتری در خاموش کردن آتش دارد. اما پایداری ترکیبات پتاسیم به دلیل تمایل آن‌ها به جذب رطوبت و همچنین امکان تجزیه شدنشان، نسبت به ترکیبات سدیم کمتر است. به همین دلیل از بی کربنات پتاسیم به دلیل ناپایداری و تمایل آن به کلوخه‌ای شدن، کمتر در کپسول‌های آتش‌نشانی استفاده می‌شود. تحقیقات نشان داده که نمک فلزات قلیایی از جمله نمک پتاسیم در ترکیب با اسید گلوکونیک می‌تواند به عنوان بخش مهمی از ترکیبات پودر شیمیایی کپسول‌های آتش‌نشانی، به تنهایی یا به صورت ترکیب با مقادیر اندکی عامل ضد کلوخه شدن و عامل ضد جذب رطوبت یا به صورت ترکیب با سایر پودرهای شیمیایی خشک از جمله بی کربنات سدیم، فسفات آمونیوم و سولفات آمونیوم مورد استفاده قرار بگیرند. این ترکیبات گلوکنات پایدار بوده و جاذب رطوبت نمی‌باشند و همچنین دارای خواص خاموش‌کنندگی بسیار خوبی هستند.
عامل فشار: در تخلیه خاموش‌کننده‌های پودری به‌طور کلی دو روش جهت تخلیه خاموش‌کننده‌های پودری وجود دارد. ۱) خاموش‌کننده‌های پودر و هوا ۲) خاموش‌کننده‌های پودر و گاز

### خاموش‌کننده‌های پودر و هوا
حجم سیلندر پودر و دیگر آن هوای خشک یا نیتروژن می‌باشد و در زمان شارژ فشار آن ۱۰ بار (PSI ۱۵۰) می‌باشد. به دلیل اینکه پودر در داخل خاموش‌کننده به‌طور دائم تحت فشار می‌باشد احتمال کلوخه شدن در آن زیاد است؛ بنابراین هر از گاهی لازم است خاموش‌کننده را سر و ته نموده و مجدداً در جای خود بگذاریم. اغلب بر روی این خاموش‌کننده فشارسنج وجود دارد که فشار درون سیلندر را نشان می‌دهد. این خاموش‌کننده از نوع قابل کنترل بوده و در وزن‌های مختلف از ۵/۰ کیلویی تا ۱۴ کیلویی (۱ تا ۳۰ پوند) وجود دارد. زمان تخلیه بستگی به وزن مواد محتوی دارد به‌طوری‌که از ۸ ثانیه تا ۱۴ ثانیه می‌باشد و مقدار تخلیه آن در زمان شارژ حداقل ۸۵٪ است. قدرت پرتاب این خاموش‌کننده ۶ متر است و جهت آتش‌های کلاس‌های مختلف به کار می‌رود.
هر ماه یک بار بازدید ظاهری از خاموش‌کننده به عمل آید و در این بازدید فشار درون سیلندر را از روی فشارسنج مشاهده و سپس بدنه و پلمپ را بازدید کنید. در صورت امکان سالی یک بار در حریق آموزشی از خاموش‌کننده استفاده شود.

### خاموش‌کننده‌های پودر و گاز
این نوع خاموش‌کننده‌ها خود به دو گروه تقسیم می‌شوند. الف) کارتریج داخل ب) کارتریج بیرون

#### کارتریج داخل
عامل فشار در این نوع خاموش‌کننده‌ها گاز CO۲ می‌باشد که در داخل یک سیلندر کوچک قرار دارد که این سیلندر زیر درپوش و در داخل سیلندر خاموش‌کننده قرار گرفته‌است، در موقع استفاده با فشار اهرم راه خروج گاز از داخل کارتریج باز و گاز، محتویات داخل سیلندر را تحت فشار قرار داده و به بیرون م راند.

#### کارتریج بیرون
در این نوع محتوی گاز CO۲ خارج از استوانه قرار گرفته و مجرای خروجی گاز کارتریج به بدنه خاموش‌کننده وصل می‌شود که عملکرد آن هم ضربه‌ای هم فلکه‌ای هم اهرمی است. کارتریج‌هایی که در خارج بدنه قرار می‌گیرند دارای سوپاپ عملکرد بوده و گاز کارتریج آز آن در صورت لزوم تخلیه می‌شود. در خاموش‌کننده‌های پودری کارتریج دار چنانچه به هر صورت گاز وارد سیلندر شد و مقدار کمی از پودر آن مصرف گردید نمی‌توان برای استفاده بعدی به آن اطمینان کرد؛ بنابراین باید گاز داخل سیلندر را تخلیه و سپس درپوش را باز کرده و کارتریج آن را تعویض کنید. جهت تخلیه گاز از درون سیلندر کافی است خاموش‌کننده را سر و ته نموده و اهرم آن را فشار دهید تا تمام گاز خارج گردد.
طریقه کار با خاموش‌کننده پودر و گاز کارتریج بیرون: در نزدیکی محل آتش‌سوزی خاموش‌کننده را روی زمین گذاشته، ضامن را آزاد کنید سپس لوله لاستیکی را از گیره خارج و آن را با دستگیره با هم نگه دارید بدون آنکه بدن یا سر و صورت خود را در مسیر سوپاپ ایمنی خاموش‌کننده قرار دهید شیر گاز را باز کنید. (در نوع ضربه‌ای ضربه بزنید). سپس با یک دست نازل را و با دست دیگر خاموش‌کننده را گرفته و با فشار بر روی اهرم نازل، پودر را بر روی آتش بپاشید.
طریقه کار کردن با خاموش‌کننده پودر و گاز کارتریج داخل: در این نوع خاموش‌کننده کارتریج در داخل بدنه سیلندر و زیر درپوش قرار می‌گیرد. هنگامی که ضامن را بیرون کشیدید اهرم را فشار دهید تا گاز از داخل کارتریج وارد بدنه سیلندر شود، سپس با یک دست نازل را گرفته با دست دیگر اهرم را فشار دهید تا پودر روی آتش پاشیده شود.
آزمایش‌های مقرری خاموش‌کننده‌های پودر و گاز: هر یک ماه یک بار درب سیلندر را باز نموده از کلوخه نشدن پودر مطمئن شوید. از بازبودن خروجی سیلندر همچنین سالم بودن لوله لاستیکی اطمینان حاصل کرده، کارتریج را وزن نموده تا از شارژ بودن آن مطمئن شوید، چنانچه بیش از ۱۰٪ از وزن گاز درون آن کم شده باشد مجدداً شارژ کنید. در صورت امکان سالی یک بار در حریق آموزشی از خاموش‌کننده استفاده کنید و مجدداً شارژ نمائید. (هر کارتریج با ۱۱۰ گرم گاز CO۲ پر شده‌است)

### خاموش‌کننده گازی CO2

نمایی از یک خاموش‌کننده

از گذشته دور تاکنون این گاز به عنوان یک گاز ضد حریق در دستگاه‌های ثابت اتوماتیک مورد استفاده قرار می‌گرفته‌است. گاز CO۲ دارای خواص زیر می‌باشد:
گازی است غیرقابل اشتعال، بدون بو، خنثی، غیر سمی باعث فساد نشده، هادی جریان الکتریسیته نبوده، وزن آن یک ونیم برابر هوا می‌باشد و به همین خاطر در موقع اطفاء به نحوی سطح آتش را پوشانده و جانشین اکسیژن می‌شود و در نتیجه عمل اطفاء به نحو احسن انجام می‌شود.
حجم سیلندر خاموش‌کننده محتوی گاز CO۲ است که تحت فشاری در حدود ۶۰–۵۵ اتمسفر (PSI ۹۰۰–۸۰۰) به صورت مایع درآمده و در سیلندر قرار گرفته‌است. فضای خالی جهت انبساط گاز وجود دارد، چون بدنه خاموش‌کننده می‌بایست فشار زیادی را متحمل شود بنابراین آن را یک تکه و بدون درز و جوش می‌سازند. اگر جنس آن فولاد باشد وزن کلی آن زیاد شده ولی در صورتی که جنس آن از آلومینیوم باشد وزن آن نسبتاً کمتر خواهد بود. انواع دستی این خاموش‌کننده با ظرفیت‌های ۱ تا ۶ کیلوگرم (۱۲–۲ پوند) ساخته می‌شود. در ظرفیت‌های بیشتر به صورت چرخ دار یا دستگاه‌های ثابت اتوماتیک طراحی و مورد استفاده قرار می‌گیرد. به دلیل این که گاز CO۲ در محل مصرف هیچ اثری از خود به جای نمی‌گذارد بیشتر در محل‌های سر بسته و جهت اطفاء حرق‌های کلاس B و C وسایل الکتریکی و دستگاه‌های کامپیوتری و به‌طور کلی وسایل برقی مورد استفاده قرار می‌گیرد.
این خاموش‌کننده‌ها معمولاً قابل کنترل هستند، نازل خاموش‌کننده گاز CO۲ به شکل قیفی یا شیپوری است و علت آن نیز این است که از سرعت زیاد گاز به هنگام خروج جلوگیری کرده و به آن اجازه انبساط داده می‌شود و از ایجاد صدای زیاد نیز جلوگیری می‌کند. لازم است ذکر شود که یک پوند گاز CO۲ مایع در صورت آزاد شدن ۸ فوت مکعب گاز تولید می‌نماید، این توسعه زیاد حجمی اثر شدید خنک‌کنندگی داشته بطوری‌که برودتی برابر با ۱۱۰- درجه فارنهایت ایجاد می‌نماید. اگر چه دی‌اکسید کربن سمی نیست ولی وقتی به میزان زیاد در فضای بسته مورد استفاده قرار گیرد میزان اکسیژن هوا را تقلیل داده و هر شخصی که در محل مذکور حضور داشته باشد، دچار کمبود اکسیژن شده در نتیجه ایجاد خفگی به وی دست خواهد داد.
چنانچه به هر علتی فشار داخلی سیلندر افزایش یابد سوپاپ ایمنی که درون آن یک دیسک پاره شونده وجود دارد، عمل کرده و تمام گاز سیلندر تخلیه می‌گردد. مقاومت این دیسک در حدود ۱۸۰ اتمسفر (PSI ۲۷۰۰) می‌باشد، به همین خاطر سیلندر خاموش‌کننده گاز CO۲ نبایستی در زیر تابش مستقیم نور خورشید یا در مجاورت دستگاه‌های حرارتی قرار گیرد. بدنه این نوع خاموش‌کننده باید قادر به تحمل فشاری معادل ۴۵۰ اتمسفر (PSI ۷۰۰۰) باشد.
جهت کار با این نوع خاموش‌کننده، ابتدا دستگیره را گرفته و پین را بیرون بکشید، سپس اهرم را فشار دهید و گاز را بر روی حریق بریزید. بایستی مراقب بود که اعضای بدن با شیپور تخلیه‌کننده تماس پیدا نکند زیرا این قسمت به دلیل برودت زیاد ممکن است باعث سوختگی در محل تماس گردد.
مکانیزم شیر این خاموش‌کننده باید طوری باشد که به سرعت باز و بسته گردد، در غیر این صورت گاز تبدیل به یخ شده و راه خروج را مسدود می‌کند، به همین دلیل از شیرهایی با مجرای خروجی بسیار کوچک در این دستگاه استفاده می‌گردد. مقدار تخلیه این خاموش‌کننده ۹۵٪ است و حداکثر پرتاب آن ۲ متر می‌باشد. زمان تخلیه این خاموش‌کننده حداکثر ۲۰ ثانیه می‌باشد.
آزمایش‌های مقرری: هر شش ماه یکبار از سالم بودن دستگاه شامل زنگ زدگی، ضربه خوردگی، صدمه دیدگی نازل و لوله و سالم بودن شیر، اطمینان حاصل کنیم. سپس خاموش‌کننده را وزن کرده در صورتی که بیشتر از ۱۰٪ از وزن گاز داخل سیلندر کم شده باشد بایستی مجدداً شارژ گردد.

### خاموش‌ کننده‌ بیوژل
این نوع خاموش کننده ها، با تکنولوژی فوق‌العاده ساخت کشور ترکیه می باشد که توانایی خاموش کردن آتش های پرحجم را دارند. این ماده می‌تواند با حبس هیدروکربنها، باعث خاموش شدن آتش شده و از احتراق مجدد شعله ها جلوگیری می کند. از آنجایی که این مواد بر پایه مواد گیاهی ساخته شده اند، ضرری برای انسان و محیط زیست ندارند.
کپسول های بیوژل در صورتی استفاده نشوند، به مدت 5 سال نیازی به شارژ مجدد ندارند.

### خاموش‌کننده‌های هالوژنه (B. C. F)
گرچه مواد هالوژنه به عنوان ماده اطفاء حریق قابل قبول و شناخته شده می‌باشند ولی استفاده از این مواد به دلیل صدمه زدن به لایه ازن محدود و ممنوع شده‌است، هرچند احتمال دارد که در بعضی از مؤسسات هنوز از این خاموش‌کننده‌ها استفاده شود.
بمنظور ساخت مواد اطفائیه در این خاموش‌کننده‌ها از دو ماده به نام‌های متان CH۴ و اتان C2H۶ به عنوان مواد پایه استفاده می‌شود که البته مواد هالوژنه جایگزین هیدروژن این ترکیبات می‌شود و مواد بدست آمده قابلیت اشتعال نداشته و حدوداً ۴ الی ۵ برابر از هوا سنگین تر هستند و به سرعت روی حریق را پوشانده و مانع از رسیدن اکسیژن به حریق می‌شود و از طرفی در واکنش‌های زنجیره‌ای سوختی دخالت کرده و در نتیجه عمل اطفاء صورت می‌گیرد. این مواد تا زمانیکه در داخل سیلندر یا ظروف سر بسته هستند به صورت مایع و در محیط به صورت گاز می‌باشند.
این خاموش‌کننده‌ها را می‌توان در اکثر حریق‌ها استفاده نمود، بخصوص در حریق‌های دستگاه‌های برقی و همچنین دستگاه‌های ظریف الکتریکی از این خاموش‌کننده جهت آتش‌سوزی هائی که در یک سطح باشند مانند جامدات و مایعات قابل اشتعال می‌توان استفاده نمود.
عامل فشار: در این خاموش‌کننده‌ها از سه طریق بدست می‌آید ۱) فشار هوا یا ازت ۲) فشار گاز داخل کارتریج ۳) فشار درونی خود ماده
انواع خاموش‌کننده‌های هالوژنه ۱) نوع سقفی که به صورت اتوماتیک عمل می‌کند. ۲) نوع بولینگی یا شیشه‌ای که با پرتاب بر روی حریق عمل اطفاء را انجام می‌دهد. ۳) به شکل استوانه ای
نوع سقفی این خاموش‌کننده‌ها در ظرفیت‌های ۳-۹-۱۲ کیلویی ساخته شده و به‌طور اتوماتیک عمل می‌کند. این نوع خاموش‌کننده را معمولاً در محل‌های مناسب به سقف نصب می‌کنند. راه خروج مایع با شیشه کوچکی محتوی مواد شیمیایی بسته می‌شود که از یک طرف مجرای خروج و از طرف دیگر به پائین‌کننده متصل می‌شود و راه خروج مایع را کاملاً مسدود می‌سازد.
وقتی در محلی آتش‌سوزی رخ دهد حرارت ناشی از حریق به شیشه محتوی مواد شیمیایی که نوعی الکل است رسیده و ماده داخل شیشه منبسط شده و در نتیجه شکسته و راه خروج مایع هالون باز و مایع مذکور بیرون پاشیده می‌شود و با دریافت حرارت به صورت بخار درآمده و روی حریق را می‌پوشاند و باعث خفه شدن حریق می‌گردد.
شیشه مواد شیمیایی در رنگ‌های متفاوت وجود دارد که هر کدام از رنگ‌ها در درجه حرارت بخصوصی باعث شکسته شدن خود شیشه می‌شوند؛ بنابراین با توجه به نیاز می‌توان نوع لازم را انتخاب و استفاده نمود. نوع بولینگی در این دستگاه‌ها ماده هالوژنه در شیشه‌هایی به شکل بولینگ قرار داده شده که ظرفیت آن حدود ۱۲۰۰ گرم ماده هالوژنه می‌باشد. در صورت آتش‌سوزی آن را به میان آتش پرتاب می‌کنند که در اثر شکستن بطری مواد هالوژنه تبدیل به گاز شده و عمل اطفاء انجام می‌گردد.
نوع استوانه‌ای این نوع خاموش‌کننده را هم می‌توان به صورت دستی و هم به صورت اتوماتیک مورد استفاده قرار داد. اگر در محلی که خاموش‌کننده فوق به دیوار نصب است آتش‌سوزی به وجود آید در صورتی که کسی در محل نباشد یا متوجه نگردد و همچنین حرارت به حباب شیشه‌ای محتوی ماده شیمیایی برسد شیشه مذکور شکسته و راه خروج مایع هالون باز می‌شود.

### خاموش‌کننده‌های مواد کف
کف مورد مصرف برای اطفاء حریق مایعی است که به صورت پرتاب به روی مواد در حال اشتعال به سرعت روی آتش را پوشانده و مانع از برخاستن گاز قابل اشتعال از روی مواد می‌گردد و با پوشاندن سطح ماده در حال اشتعال از رسیدن اکسیژن هوا به آتش جلوگیری به عمل می‌آورد. وزن مخصوص آن کمتر از وزن مخصوص مایعات قابل اشتعال است لذا در سطح آن شناور گشته و پائین نمی‌رود. . (قدرت پرتاب خاموش‌کننده‌های کف حدود ۵ متر است و نسبت ترکیب آن با آب ۱ به ۸ است یعنی به ازای هر ۸ لیتر آب ۱ لیتر فوم اضافه می‌کنند و ظرفیت این نوع خاموش‌کننده‌ها معمولاً ۹ لیتری می‌باشد)

## شناسائی نوع خاموش‌کننده‌ها
بعضی از علائم و مشخصاتی که به وسیله سازندگان ارائه می‌شود یا روش‌های دیگر که در این امر می‌تواند مفید واقع گردد در ذیل آمده‌است:
الف) استاندارد: مؤسسه استاندارد معمولاً سازنده را ملزم به نوشتن اطلاعات لازم روی بدنه می‌نماید، به همین دلیل روی بدنه خاموش‌کننده‌ها، اطلاعاتی از قبیل نوع مواد اطفائی، ظرفیت، موارد استفاده و طرز کار با آن را بر روی برچسب نوشته یا به صورت نقاشی کشیده شده بر روی خاموش‌کننده نصب می‌کنند.
ب) حروف: شاید امکان خواندن نوشته‌های خارجی برای همه استفاده‌کنندگان وجود نداشته باشد، بنابراین از بعضی حروف که نماینده یک گروه از مواد قابل اشتعال می‌باشد استفاده و از خاموش‌کننده مذکور می‌توان برای اطفاء حریق آن‌ها استفاده کرد.
حرف A این حرف معمولاً روی بدنه خاموش‌کننده‌ای که برای حریق جامدات مانند چوب، کاغذ، پارچه و مقوا مناسب است نوشته می‌شود.
حروف A.B این حروف معمولاً روی بدنه خاموش‌کننده‌ای که برای حریق جامدات معمولی مانند موارد بالا و مایعاتی از قبیل نفت و بنزین و . . . مناسب است نوشته می‌شود.
حروف A .B.C این حروف معمولاً روی بدنه خاموش‌کننده‌ای که پودر آن مناسب برای سه گروه آتش‌سوزی جامدات و مایعات که ذکر شد به اضافه وسایل الکتریکی است استفاده می‌شود.
حروف B.C این حروف معمولاً روی بدنه خاموش‌کننده‌ای که برای آتش‌سوزی مایعات و وسایل الکتریکی مناسب است نوشته می‌شود.
ج) شناسایی از روی قطعات دستگاه ۱) خاموش‌کننده گاز CO۲ دارای بدنه‌ای یک تکه، بدون درز و نازلی قیفی شکل است. ۲) خاموش‌کننده محتوی آب دارای نازلی با قطر کم است. ۳) خاموش‌کننده محتوی کف مکانیکی دارای نازلی با سوراخ‌های هواکش است. ۴) خاموش‌کننده محتوی پودر دارای نازلی معمولی می‌باشند.
د) شناسایی نوع خاموش‌کننده از طریق رنگ بدنه سیلندر ۱) خاموش‌کننده محتوی آب به رنگ آبی۲) خاموش‌کننده محتوی پودر به رنگ قرمز۳) خاموش‌کننده محتوی گاز CO۲ به رنگ مشکی ۴) خاموش‌کننده محتوی هالوژنه به رنگ سبز ۵) خاموش‌کننده محتوی کف به رنگ زرد یا کرم رنگ
نوع خاموش‌کننده جامدات مایعات قابل اشتعال گازهای قابل اشتعال وسایل برقی فلزات قابل اشتعال آب ++ - - - - کف + + + - - - پودر شیمیایی + + + + + - پودر خشک - + + + - CO۲ - + + + + - مواد هالوژنه - + + + -

## تعیین مکان مناسب جهت نصب خاموش‌کننده
۱) حداکثر در ارتفاع۱/۵ متری از سطح زمین نصب گردد. چنانچه وزن خاموش‌کننده بیشتر از ۱۸ کیلوگرم باشد حداکثر در ارتفاع ۱ متری سطح زمین نصب گردد. ۲) در نزدیکی ورودی و خروجی‌ها قرار گیرد. ۳) مسیر جهت دسترسی، کوتاه و خالی از وسایل دست و پاگیر و مزاحم باشد. ۴) در مکانی نصب گردد که امکان صدمات فیزیکی به آن را به حداقل برساند. ۵) سیلندر در فضای باز و در مقابل تابش مستقیم نور خورشید یا برف و باران قرار نگیرد. ۶) باید دقت داشت که خاموش‌کننده در فاصله‌ای دورتر از مواد مخاطره آمیز نصب شود. ۷) وقتی که خاموش‌کننده بر روی دیوار نصب می‌شود باید از بستهای مخصوص استفاده شود. ۸) توزیع یکنواخت صورت پذیرد.

## انتخاب نوع کپسول خاموش‌کننده
مهمترین نکته در مورد خاموش‌کننده‌های آتش‌نشانی این است که بدانید هر خاموش‌کننده برای اطفاء نوع خاصی از آتش‌سوزی‌ها مناسب است؛ بنابراین شما می‌بایست قبلاً بر اساس نوع ماده‌ای که ممکن است دچار آتش‌سوزی گردد نسبت به تهیه خاموش‌کننده مناسب اقدام نمایید.

## دسته‌بندی و کاربرد

### حرف مبین هدف
حرف مبین هدف آتش‌نشانی بسته به نوع آن، در سیستم بین‌المللی (به جز آمریکا) به صورت زیر است:
| هدف            | حرف مبین |
| -------------- | -------- |
| جامدات معمولی  | A        |
| مایعات         | B        |
| گازها          | C        |
| فلزات واکنش زا | D        |
| الکتریسته      | E        |

### رنگ کپسول‌ها
در استاندارد رنگ کپسول‌ها باید به سه نکته اذعان کرد:
1. این استانداردها از هر کشور به کشور دیگر فرق می‌کند. حتی در [[]] که تابع سنتی انگلستان است، تفاوت وجود دارد.
2. این استانداردها تابع زمان هستند. قبلاً کل کپسول‌ها را رنگ می‌کردند، جدیداً همه کپسول‌ها سرخ هستند تا تمایز محیطی ایجاد شود و از یک نوار رنگی یا قطعه پلاستیکی رنگی استفاده می‌شود.
3. در بسیاری از جاها مانند کشور ما، با توضیحات نوشتاری یا تصویری روی کپسول‌ها مشخص می‌شوند. (چون در لحظه آتش‌سوزی به دلیل وجود استرس، کاربر فراموش می‌کند که مثلاً برای خاموش کردن تابلوی برق، کپسول سفید را بردارد یا کپسول آبی!)

### نحوه استفاده از کپسول پودری
۱- خونسردی خود را در هر حال حفظ نمایید. ۲-در فضاهای روباز پشت به باد و در فضاهای بسته جلوی درب ورود یا خروج بایستید. ۳-ضامن (پین) دستگیره را از محل خود خارج نمایید. ۴- سر پاشنده شلنگ کپسول را در دست گرفته و به طرف آتش نشانه‌گیری نمایید. ۵- دستگیره کپسول را به آرامی فشار دهید ۶- ماده خاموش کننده را به شکل جارو کردن روی ماده مشتعل بریزید (توجه کنید که سر پاشنده شلنگ باید به سمت پایین باشد)

### کاربرد کپسول‌ها
باید دانست که هر کپسولی کجا استفاده می‌شود؛ مثلاً کاربرد کپسول آب برای آتش‌سوزی برقی یا نفتی اشتباه است.
| محتوا           | مناسب برای   |
| --------------- | ------------ |
| آب              | A            |
| کف              | A , B        |
| پودر            | A , B, C , E |
| دی‌اکسید کربن    | A , B, E     |
| مایع بخار شونده | A , B, C, E  |
| هالون           | A , B, E     |
| مواد تر         | A , F        |